# Le Dernier Frère
Le Dernier Frère est un roman de Nathacha Appanah paru le 23 août 2007 aux éditions de l'Olivier et ayant reçu la même année le prix du roman Fnac.

## Résumé
Raj, le narrateur, se souvient de son enfance en 1944 à Mapou, puis à Beau-Bassin, à l'Ile Maurice. Il perd ses frères Anil et Vinod à l'âge de neuf ans lors d'une tempête tropicale, vivant alors seul avec son père violent et sa mère impuissante face au malheur. Passant ensuite son enfance à Beau-Bassin qui sert de prison et d’hôpital – où son père travaille comme gardien –, il rencontre, parmi les 1 500 Juifs refoulés d'Haïfa par les autorités anglaises, le jeune David, un garçon de dix ans qui vient de Prague et se lie avec lui d'une amitié fraternelle. Il ignore alors tout de la guerre. Organisant une fugue avec son nouvel ami, il traverse la forêt mais l'aventure s'avère être un long périple, pendant lequel David meurt d'épuisement. Longtemps après, alors qu'il est devenu un instituteur à la retraite, Raj décide de transmettre son histoire à son fils, pour qu'il se souvienne.

## Accueil critique
Quatrième roman de son auteur, il est récompensé par de nombreux prix, dont le prix du roman Fnac, le prix des lecteurs de L'Express, le prix Culture et Bibliothèques pour tous (en 2008), et le prix de la Fondation France-Israël.

## Éditions
- Éditions de l'Olivier, 2007  (ISBN 978-2879295695).
- Collection Points, 2008  (ISBN 978-2757810040).